# Fortuné Bandeira
 (juillet 2020).
Fortuné Bandeira, né le 7 février 1953 à Cotonou, est un architecte, décorateur et peintre béninois.

Auteur de nombreux tableaux, statuettes, et sculptures, il est célèbre dans son pays[réf. nécessaire] pour avoir participé à la création d’une œuvre classée monument historique par l'UNESCO. Réalisé en 1992 à Ouidah, la Porte du non-retour est un arc de bronze et de béton. Inauguré en novembre 1995, il symbolise l’étape ultime de la plus grande déportation qu’a connue l’humanité.